# Связь в Тринидаде и Тобаго
Связь в Тринидаде и Тобаго включает в себя развитие радиовещания, телевидения, фиксированной и мобильной телефонной связи и Интернета.

## Радио и телевидение
- Радиопрефикс[англ.]:[1]
  - Национальный: 9Y и 9Z
  - Любительская радиосвязь: 9Y4 и 9Z4
  - Телерадиовещание: 9Y3
  - Коммерческая наземная мобильная связь: 9Y7
- Радиостанции:
  - 5 радиосетей, в том числе одна государственная; около 35 радиостанций (на 2007 год)[2]
  - Одна средневолновая AM-радиостанция, 35 AM-радиостанций на дециметровых волнах, коротковолновые отсутствуют (на 2006 год)
- Радиоприёмники: 680 тысяч (на 1997 год)
- Радиолюбители: около 400 человек
- Телевещание:
  - 5 телевизионных сетей, в том числе одна государственная; вещание на разных частотах (на 2007 год)[2]
  - 3 телеканала (на 2006 год)
- Телеприёмников: 425 тысяч (на 1997 год)

Поскольку Тринидад и Тобаго входят в Содружество наций, в стране также доступна из радиостанций BBC World Service (частота 98,7 МГц, FM-вещание).

## Телефонная связь
- Международный код страны: +1
- Код зоны: 868
- Код для международных вызовов: 011 (за пределами Северной Америки)

Для звонков в США, Канаду и страны Карибского бассейна набирается 1 + код страны + семизначный номер. Звонки за пределы Северной Америки осуществляются по схеме 011 + код страны + номер телефона с кодом города. Формат номера: nxx-xxxx. По состоянию на 2012 год зарегистрировано 287 тысяч стационарных телефонных номеров (119-е место в мире) при то, что в 1995 году их было всего 209 тысяч. Мобильных номеров зарегистрировано 1,9 млн. в 2012 году (147-е место в мире) при 1,5 млн. номеров в 2007 году.
- Телефонная система: по данным на 2011 год, качество международной связи оценивалось как «отличное», использовалась тропосферная радиосвязь для коммуникаций с Барбадосом и Гайаной; на 100 человек приходилось порядка 170 телефонов, комбинация связи по выделенным линиям с мобильной связи[2].
- Используемые международные подводные кабели: Americas II[англ.], ECFS[англ.], GCN, SG-SCS и Тринидад—Кюрасао[4] (используются для связи с США, Карибским бассейном и Южной Америкой)[2]
- Спутниковая связь: спутник Intelsat над Атлантикой (2011)[2]
- Операторы стационарной телефонной связи: Telecommunications Services of Trinidad and Tobago[англ.] (TSTT)[5], Digicel[англ.], Cable & Wireless Communications[англ.] (под именем Flow[англ.]), Amplia и RVR Technologies Ltd.
- Операторы мобильной связи: Digicel[англ.] и bmobile[англ.] (TSTT). Cable & Wireless Communications включены в шорт-лист TATT для получения лицензии LTE[6]

## Интернет
В стране используется .tt в качестве национального домена верхнего уровня. Число пользователей по состоянию на июль 2016 года составляет 846 тысяч (137-е место в мире и 69,2% от всего населения страны) при 729 897 пользователях (123-е место в мире и 59,5% от всего населения страны) в 2012 году и 593 тысячах (115-е место в мире) в 2009 году. По состоянию на 2018 год в стране насчитывалось 10 Интернет-провайдеров, самой популярной соцсетью считался Facebook.
- Число абонентов выделенных широкополосных линий (на 2012 год): 166 948 человек (86-е место в мире), что эквивалентно 13,6% населения страны (65-е место в мире)[8][11]
- Число абонентов беспроводной связи (на 2012 год): 18 028 человек (132-е место в мире), что эквивалентно 1,5% населения страны (131-е место)[12].
- Число Интернет-хостов (на 2012 год): 241 960, 69-е место в мире (2012)[2]
- IPv4 (на 2012 год): 470 016 адресов, менее 0,05% от общемирового уровня (383,3 адреса на 1000 человек)[13][14].

### Цензура
Законодательных ограничений в плане доступа в Интернет или мер по мониторингу адресов электронной почты или чатов нет, подобные меры не могут быть предприняты без соответствующего решения суда. Согласно законодательству, в стране гарантируется свобода слова и свобода печати, а также запрещаются высказывания, разжигающие рознь на почве расовой, национальной или религиозной неприятности; охраняется тайна переписки.